# SN 2006ci
SN 2006ci – supernowa typu II odkryta 18 maja 2006 roku w galaktyce E182-G10. W momencie odkrycia miała maksymalną jasność 15,10m.